# Anatomia pentru începători
Anatomia pentru Începători (Anatomy for Beginners) este o emisiune televizată creată de Gunther von Hagens.
În emisiune Dr. Gunther von Hagens și domnul profesor John Lee ne demonstrează cum funcționează structura anatomică a corpului uman. Emisiunea a fost televizată în Marea Britanie pe Channel 4 în anul 2005. Emisiunea conține demonstrații anatomice publice în care se folosesc cadavre umane reale și modele cu nuditate completă (în cazul emisiunilor Surface Anatomy și Surface Makings), care au fost făcute la  Institutul de Anatomie (Institute of Anatomy) din cadrul Universității Heidelberg (Heidelberg University) din Germania.  
Demonstrațiile publice ale domnului Dr. von Hagens nu sunt disecții anatomice convenționale, obișnuite, făcute de studenți din alte țări care studiază medicina, demonstrații care fac parte din educația lor medicală normală. Disecțiile convenționale se realizează cu o viteză mult mai redusă și cu o mai mare atenție la detalii. Ca durată de timp disecțiile convenționale durează ore întregi, ajungând chiar până la 10-12 ore. În cadrul emisiunii televizate  Anatomia pentru Începători (Anatomy for Beginners) se efectuează autopsii care au loc mai repede decât de obicei. În educarea publicului sunt folosite atât părți ale corpului din plastic de pe schelete din plastic cât și organele reale și părți ale copului real din specimenul disecat. Astfel oamenii pot vedea în carne și oase în ce constă cu adevărat anatomia umană.
Persoanele ale căror trupuri au fost folosite în demonstrații, înainte de moarte, s-au înscris în programul de donare a trupurilor a domnului doctor von Hagens și și-au dat consimțământul, ca după moarte, trupurile lor să poată să fie folosite în scopuri educaționale în învățarea anatomiei, inclusiv în demonstrații publice.
Emisiunea televizată a fost transmisă în patru părți sau serii - Mișcarea (Movement), Circulația (Circulation), Digestia (Digestion) și Reproducerea (Reproduction).